# Subaru

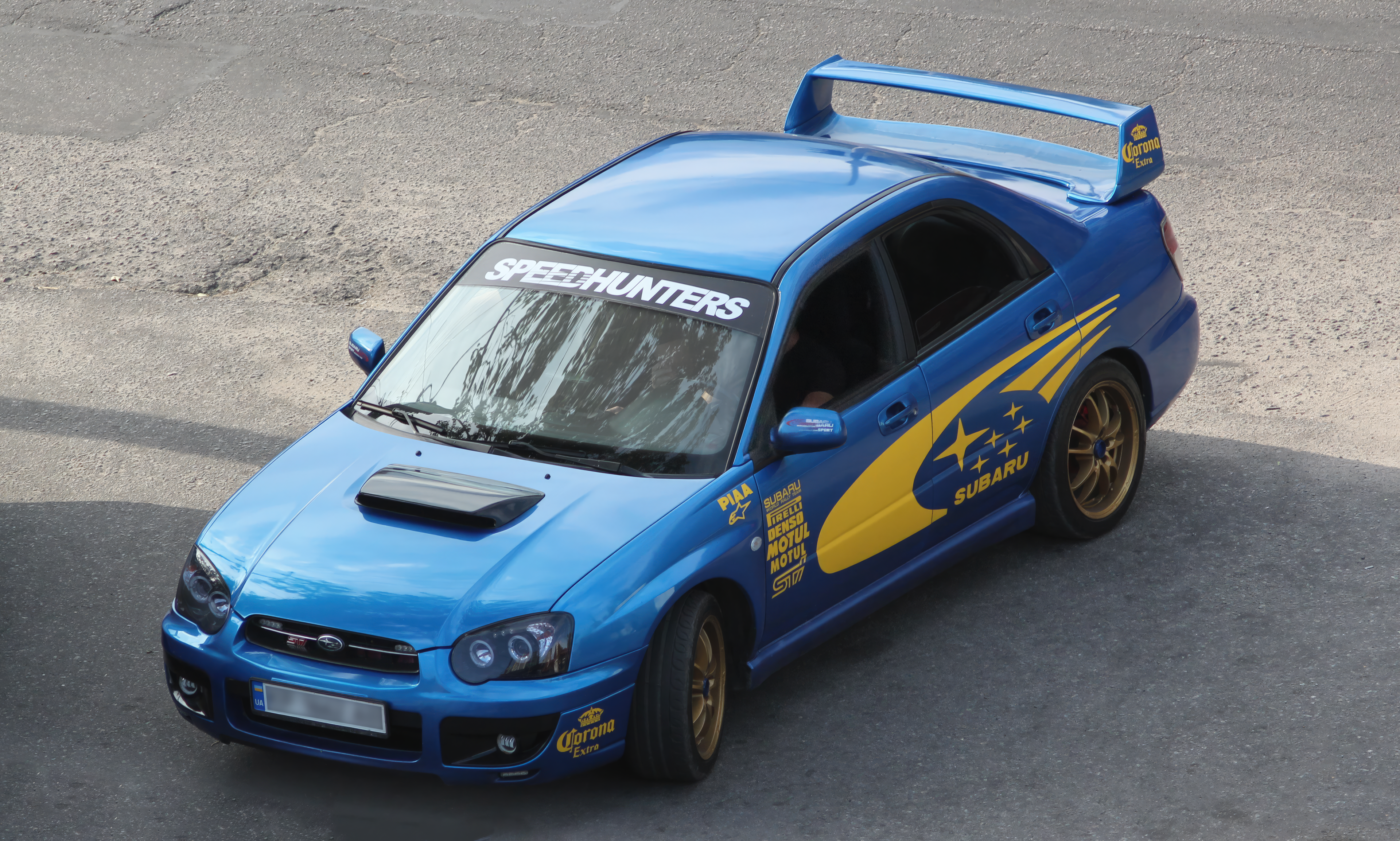
Subaru Impreza WRX

Subaru (Суба́ру, яп. スバル [ˈsɯbaɾɯ]) — марка автомобілів, дочірній підрозділ та бренд японської компанії "Subaru Corporation, раніше відомої як Fuji Heavy Industries" (FHI), створеної в 1953 році об'єднанням п'ятьох японських компаній. Двадцять другий із найбільших світових автовиробників у 2012 році. Subaru Corporation, що є материнською компанією Subaru, нині співпрацює з Toyota Motor Corporation, котра володіє 16,5 % SC.
Слово «субару» (яп. 昴) — японська назва зоряного скупчення Стожари (М45, або «Сім Сестер») в сузір'ї Тельця. Інший переклад назви це "з'єднувати".

## Основні виробничі підрозділи компанії
- Японія: Fuji Heavy Industries (Subaru division). Штаб-квартира та основні виробничі підрозділи розташовані в:
  - м. Токіо (р-н Сіндзюку);
  - м. Ота, преф. Ґумма
- Японія: Fuji Heavy Industries (Subaru Tecnica International) (автоспорт). Штаб-квартира та основні виробничі підрозділи розташовані в м. Мітака; префектура Токіо
- США: Subaru of Indiana Automotive Inc. Штаб-квартира та основні виробничі підрозділи розташовані в м. Лафайєт, штат Індіана
- Нова Зеландія: Subaru (Aust) Pty Ltd.. Штаб-квартира розташована в м. Веллінгтон. Основні виробничі підрозділи розташовані в районі Окленда
- Філіппіни: Columbian Motors Co. Штаб-квартира та основні виробничі підрозділи розташовані в м. Паранак, (столичний регіон Маніла)
- Малайзія: TC Subaru Sdn. Bhd. Штаб-квартира та основні виробничі підрозділи розташовані в м. Петалінґ, провінція Селангор
- Італія: Subaru Italia SpA. Штаб-квартира та основні виробничі підрозділи розташовані в м. Ала, провінція Тренто.

## Історичні моделі
- 360
- 1500
- 1000
- R-2 (1969—1972)
- Alcyone XT
- Alcyone SVX
- Baja
- BRAT
- FF-1 G
- FF-1 Star
- Justy
- Leone
- Sumo
- Rex
- Traviq
- Vivio
- Libero

## Сучасні моделі
- XV
- Levorg
- Exiga
- Forester
- Impreza
  - WRX & WRX STI

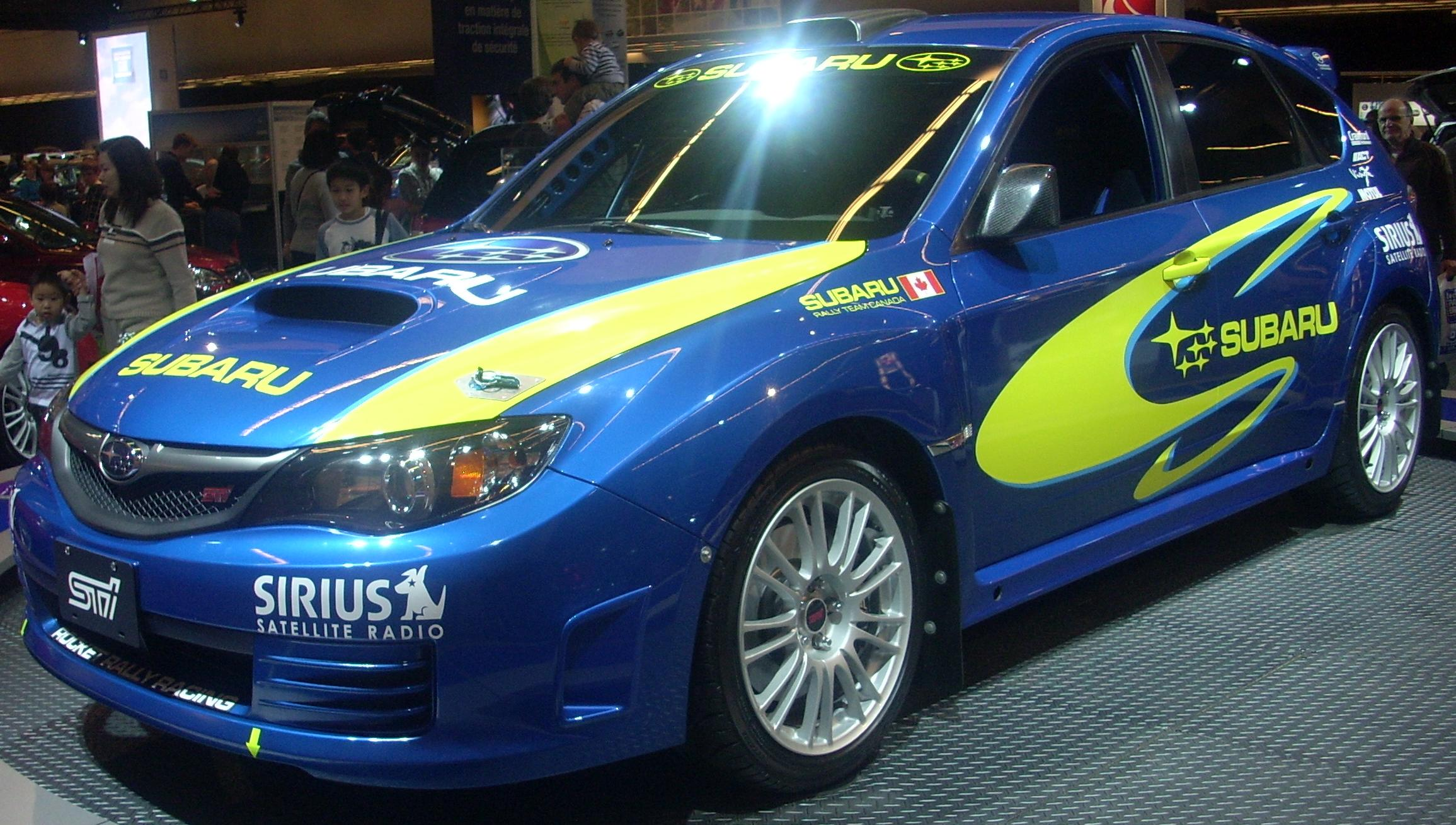
Subaru Impreza WRX STI WRC 2009

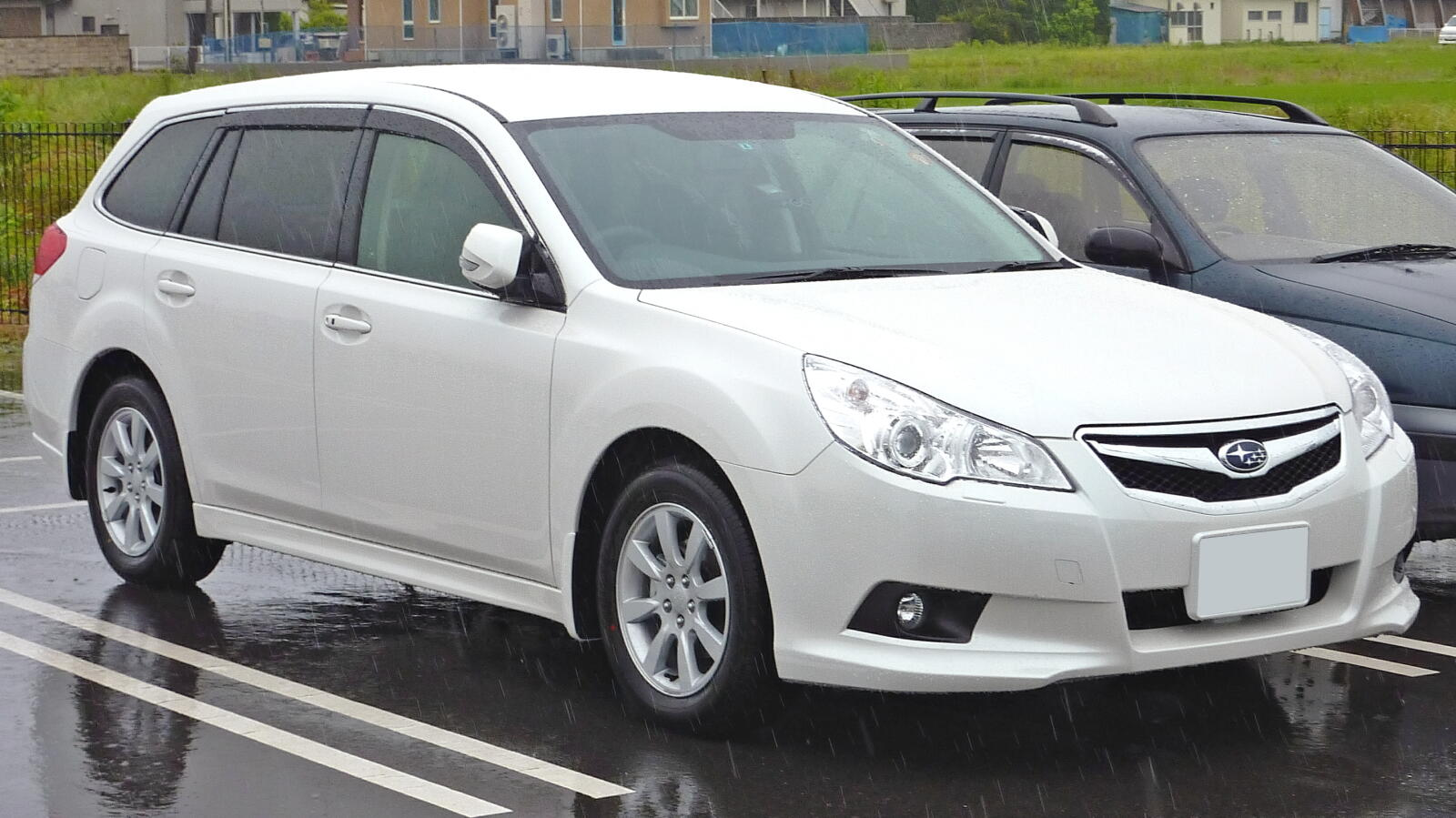
Subaru Legacy 2009

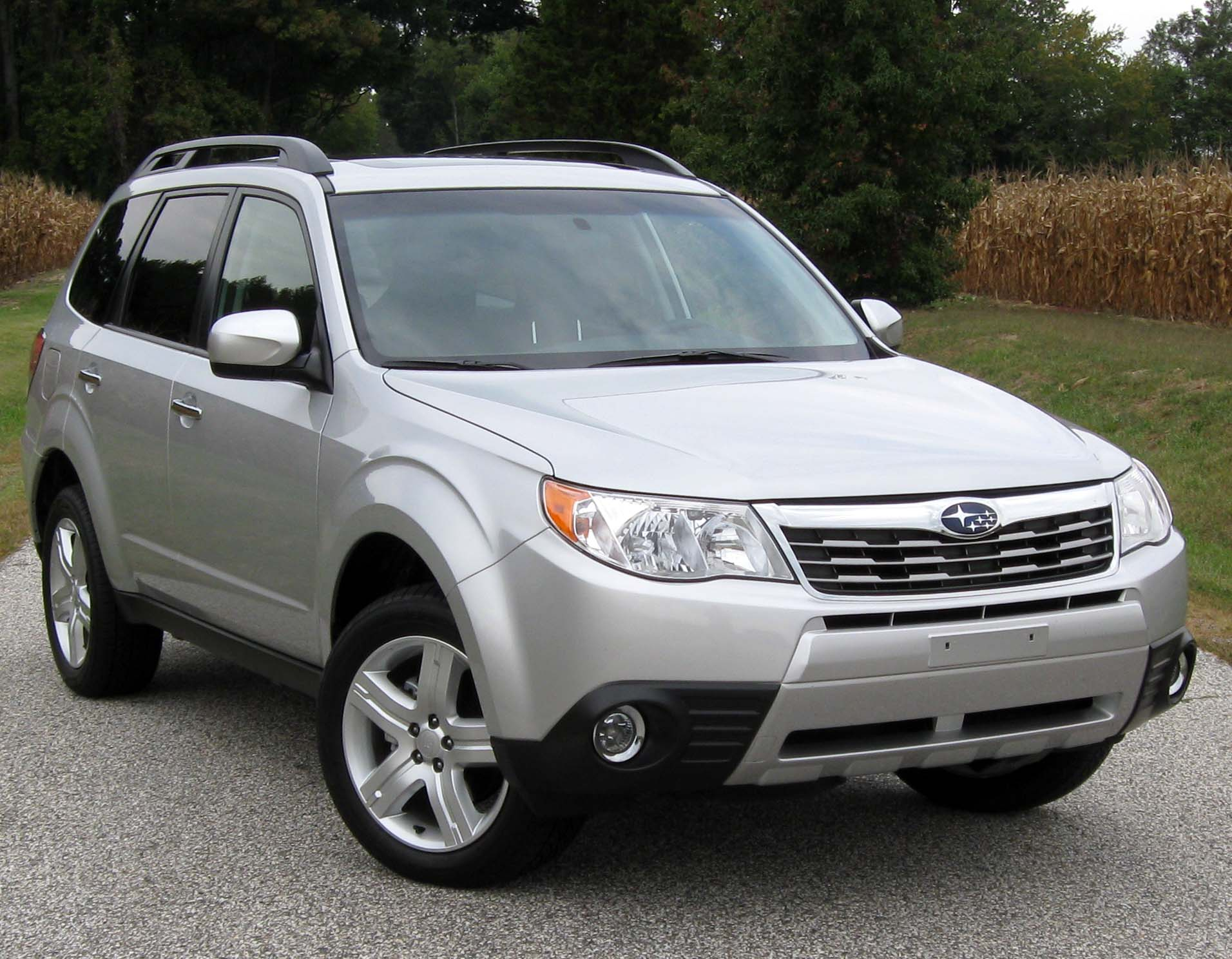
Subaru Forester 2.5X Limited 2010

  - Outback Sport / Gravel Express / RV
- Legacy / Liberty
  - Outback / Grand Wagon / Lancaster
- Tribeca
- Dex
- Pleo
- R1
- R2
- Sambar
- Stella
- STI E-RA[3]

Актуальні для України:
- Outback
- Forester
- Crosstreck [4]